# سسواین
سسواین (به لاتین: Cesvaine) شهرکی در لتونی با جمعیت ۳٬۳۵۶ نفر است.